# أندريه سابكوسكي
أندريه سابكوسكي (بالبولندية: Andrzej Sapkowski) مواليد 21 يونيو 1948 في بولندا، هو كاتب فنتازيا بولندي معروف بتأليف سلسلة الكتب باسم «الويتشر».

## الأعمال

### سلسلة الويتشر

#### مجموعات القصص القصيرة
- الويتشر (Wiedźmin)، أُصدرت في 1990 وتتكون من 5 قصص أُعيد إصدار 4 منها في كتاب الأمنية الأخيرة وقصة منها في ينتهي شيء، ويبدأ شيء.
- سيف القدر (Ostatnie życzenie)، أُصدرت في 1992 وتتكون 6 قصص.
- الأمنية الأخيرة (Miecz przeznaczenia)، أُصدرت في 1993 وتتكون من 7 قصص.
- ينتهي شيء، ويبدأ شيء (Coś się kończy, coś się zaczyna)، أُصدرت في 2000 وتتكون من 10 قصص.
- الداء وقصص أخرى (Maladie i inne opowiadania) أُصدرت في 2012 وتتكون من 10 قصص (قصتان منها فقط مرتبطتان بسلسلة الويتشر).

#### الروايات
- دم الإلف (Krew elfów)، أُصدرت في 1994.
- زمن الازدراء (Czas pogardy)، أُصدرت في 1995.
- معمودية النار (Chrzest ognia)، أُصدرت في 1996.
- برج السنونو (Wieża Jaskółki)، أُصدرت في 1997.
- سيدة البحيرة (Pani Jeziora)، أُصدرت في 1999.

#### روايات مستقلة
- موسم العواصف (Sezon burz)، أُصدرت في 2013 وأحداثها تدور بين قصص الأمنية الأخيرة.

### ثلاثية الهوسيين
- برج الحمقى (Narrenturm)، أُصدرت في 2002.
- محاربو الإله (Boży bojownicy)، أُصدرت في 2004.
- الضوء السرمدي (Lux perpetua)، أُصدرت في 2006.

### روايات أخرى
- الأفعى (Żmija)، أُصدرت في 2009، وتحدث أحداثها أثناء الحرب السوفيتية في أفغانستان.

## وصلات خارجية
- أندريه سابكوسكي على موقع IMDb (الإنجليزية)
- أندريه سابكوسكي على موقع ميوزك برينز (الإنجليزية)
- أندريه سابكوسكي على موقع أول ميوزيك (الإنجليزية)
- أندريه سابكوسكي على موقع ديسكوغز (الإنجليزية)
- أندريه سابكوسكي على موقع قاعدة بيانات الفيلم (الإنجليزية)

- أندريه سابكوسكي  على قاعدة بيانات الخيال التأملي على الإنترنت
- الموقع الإلكتروني